# Baranówka (dopływ Dłubni)
Baranówka (Potok Luborzycki) – potok w województwie małopolskim, dopływ Dłubni o długości 10,47 km. Wypływa w Luborzycy, ujście ma w Krakowie, w Zesławicach w okolicach ul. Zesławickiej.